# Phyllotopsis
Phyllotopsis es un género de  hongos en la familia Tricholomataceae. Este género posee una amplia distribución y contiene cinco especies predominantemente de zonas templadas.